# Castuera
Castuera település Spanyolországban, Badajoz tartományban. Castuera Monterrubio de la Serena, Cabeza del Buey, Benquerencia de la Serena, Zalamea de la Serena, Esparragosa de la Serena, Malpartida de la Serena, Quintana de la Serena, Campanario és Esparragosa de Lares községekkel határos. Lakosainak száma 5497 fő (2024).

## Népesség
A település népessége az utóbbi években az alábbiak szerint változott:
| Lakosok száma | 7114 | 6826 | 6645 | 6594 | 6469 | 6255 | 6115 | 5880 | 5708 | 5497 |
|               | 2001 | 2004 | 2006 | 2009 | 2011 | 2014 | 2016 | 2019 | 2021 | 2024 |